# F5 네트웍스

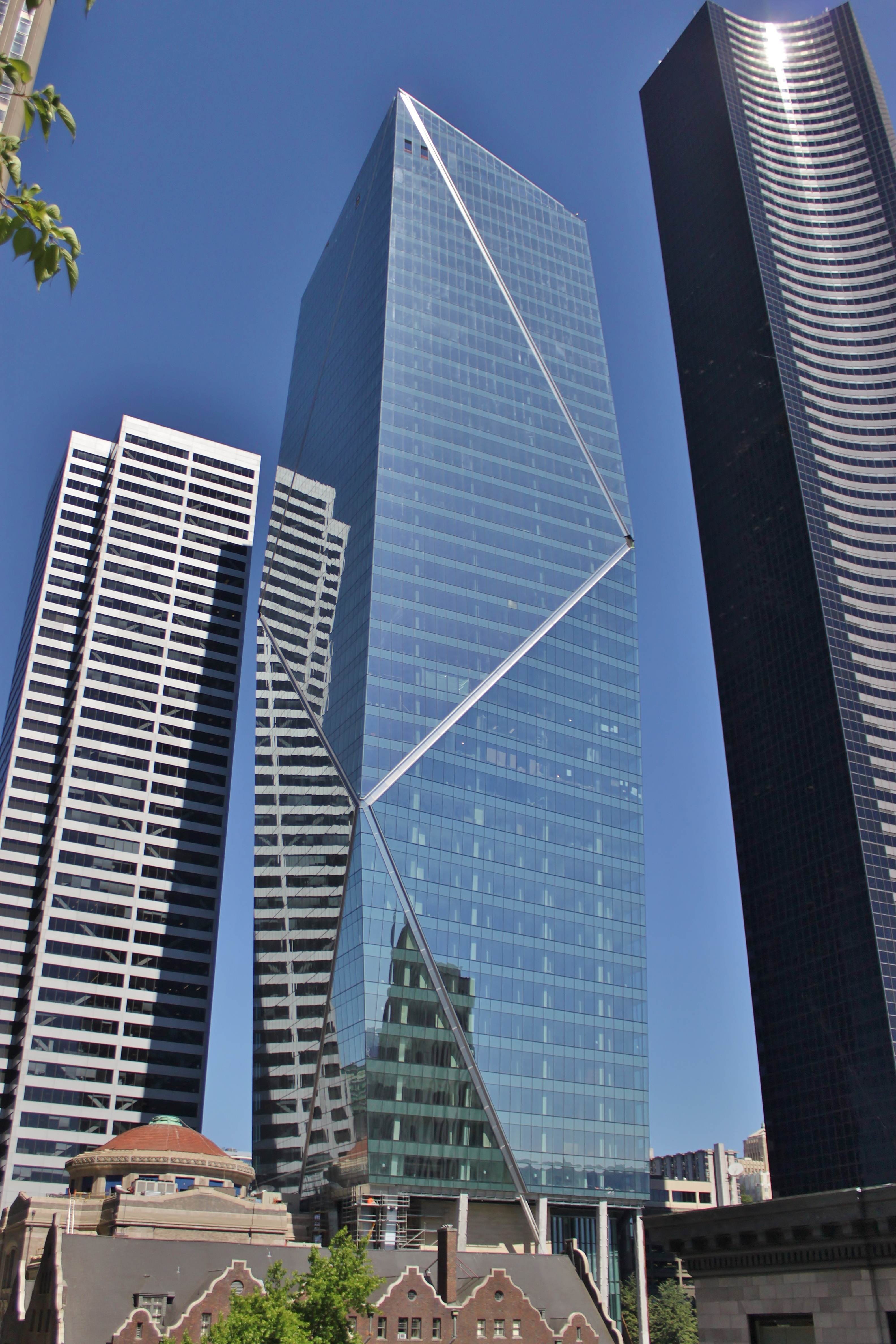

F5 네트웍스는 애플리케이션 서비스를 전문으로하는 글로벌 기업이다. F5 기술은 웹 어플리케이션의 제공, 보안, 성능과 서버, 클라우드 리소스, 데이터 저장 장치, 기타 네트워킹 구성 요소의 가용성에 중점을 둔다. F5는 워싱턴 시애틀에 본사를 두고 있으며 전 세계적으로 개발, 제조, 영업, 마케팅 지점이 있으며, F5 Networks는 기존의 네트워크 사업 영역을 기반으로 하고 있지만, 최근 5년 사이에 클라우드/ 하이브리드 클라우드 시스템 분야, 클라우드 및 어플리케이션 보안 및 SaaS 분야로 사업 포트폴리오를 확장하면서 클라우드 시스템 분야에서 큰 포지션을 차지하는 기업으로 성장했다.
F5가 그간 인수한 솔루션 업체는 △NGINX(2019년 인수, 8천억원) △세이프(SHAPE, 2020년 인수 1조3천억원) △볼테라(VOLTERRA, 2021년 인수, 6천억원) △쓰렛스택(Threat Stack, 2021년 인수 1천억원) 등이다. NGINX는 모던 애플리케이션의 토털 솔루션이며, 세이프는 AI에 특화된 보안 솔루션으로 ‘봇’ 공격 등에 대응하며, 볼테라는 퍼블릭 클라우드 서비스이며, 쓰렛스택은 애플리케이션의 로그 정보를 수집해 사전 위협을 감시하는 솔루션이다.